# Efekt indukcyjny
Efekt indukcyjny − w chemii wpływ grup funkcyjnych i ogólnie wszelkich podstawników (w cząsteczkach związków organicznych) bardziej lub mniej elektroujemnych od wodoru na rozkład gęstości elektronowej w sąsiedztwie tego podstawnika lub nawet w całej cząsteczce na skutek nakładania się ich orbitali σ lub s z orbitalami s lub σ atomów, do których są one przyłączone. Ilościową miarą efektu indukcyjnego podstawnika jest elektroujemność wchodzących w jego skład atomów, a także parametr sEDA. Efekty indukcyjne kilku podstawników są kumulowane.
Efekt indukcyjny jest dobrze przenoszony przez układ pierścienia aromatycznego, szybko natomiast słabnie w łańcuchu węglowym o wiązaniach pojedynczych.